# 루차노 조반네티 (사격 선수)
루차노 조반네티(이탈리아어: Luciano Giovannetti, 1945년 9월 25일~)는 이탈리아의 사격 선수, 지도자로 주 종목은 트랩이다. 올림픽에 3회 참가했고 1980년 하계 올림픽과 1984년 하계 올림픽 트랩 종목에서 금메달을 획득했다.